# Nana Abrokwa

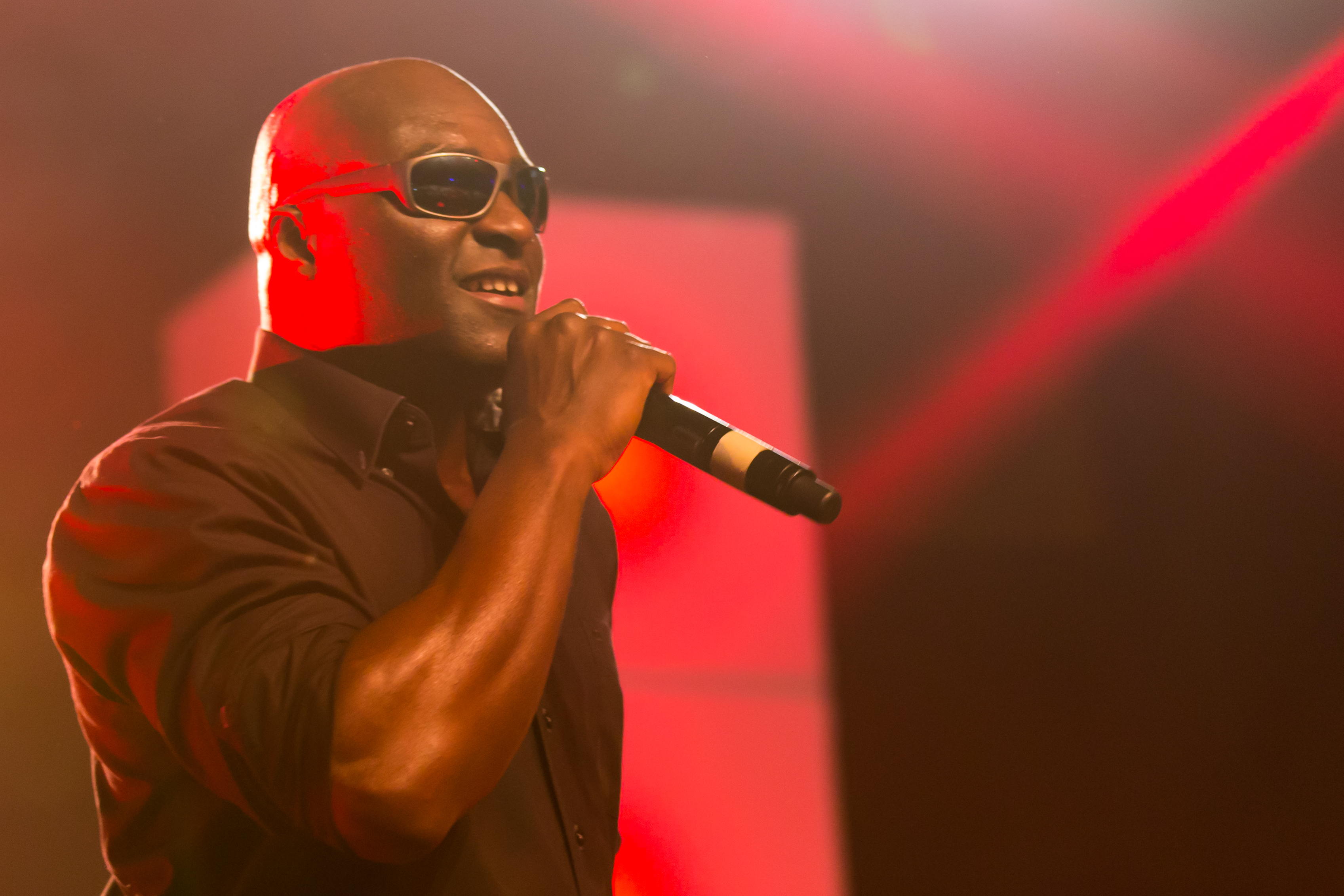
Nana 2015 beim RPR1 90er Festival in Mannheim

Nana Kwame Abrokwa (* 5. Oktober 1968 in Accra, Ghana), oder kurz Nana oder Darkman Nana, ist ein deutsch-ghanaischer Rapper und DJ, der vor allem in den 1990er Jahren bekannt war.
Nana ist nicht sein Vorname, sondern ein Verehrungsname der ghanaischen Akanvölker. Seine Texte drehen sich meistens um seine Beziehungen zu Gott und seiner Familie, behandeln aber auch Themen wie Rassismus und den Holocaust.

## Leben
Der gebürtige Ghanaer zog im Alter von zwölf Jahren mit seiner Mutter und seinen Geschwistern nach Hamburg-Steilshoop.
Nach seinem Schulabschluss war Abrokwa zunächst als DJ in Hip-Hop-Clubs aktiv und wirkte Anfang der 90er bei einigen Songs von DJ David Fascher als Rapper und Co-Produzent mit (Here We Go, Make The Crowd Go Wild), damals noch unter dem Pseudonym MC Africa True.
Im Jahr 1990 fügte Abrokwa einer Frau bei einem Streit einen doppelten Trümmerbruch sowie einem Mann einen mehrfachen Armbruch mit einem Baseballschläger zu. Das Landgericht Hamburg verurteilte Abrokwa zu dreieinhalb Jahren Haft wegen gefährlicher Körperverletzung und schweren Raubes. Abrokwa stellte ein Gnadengesuch und wies auf seine günstige Sozialprognose aufgrund seiner musikalischen Aktivitäten hin. Die Strafe wurde für fünf Jahre zur Bewährung ausgesetzt.
1995 trat MC Africa-True als Rapper dem Eurodance-Projekt Darkness bei, das von Bülent Aris und Toni Cottura produziert wurde. Der Song In My Dreams wurde ein Clubhit; da Nana sich mit dieser Musikrichtung jedoch nicht identifizieren konnte, trennte sich die Gruppe wieder. Sein Künstleralias Darkman stammt aus dieser Zeit.
1996 gründeten Aris und Cottura das Black-Music-Label Booya Music, dem Nana als erster Künstler beitrat. Die erste Single Darkman schaffte es auf Anhieb in die Top Ten der deutschen Verkaufscharts; der Nachfolger Lonely wurde der erfolgreichste Song der Eurorap-Ära und hielt sich mehrere Wochen auf Platz 1. Das 1997 erschienene Album Nana bewegte sich stilistisch zwischen Mainstream-Rap und US-Hip-Hop; als Gäste waren zahlreiche andere Mitglieder der Booya-Family wie Jan van der Toorn und Alex Prince zu hören.
Bei der Echoverleihung 1998 wurde er zwei Mal ausgezeichnet: als Nationaler Künstler Rock/Pop und Newcomer. Das zweite Album Father von 1998 enthält eher langsame Stücke mit sehr persönlichen Texten. Beteiligt war der Nachwuchsproduzent Neco Tiglioglu, der kurz daraufhin seine erste goldene Schallplatte erhielt. Parallel nahm Nana die Songs Too Much Heaven und War für die Tributealben We Love The Bee Gees und Hands On Motown auf.
Nanas Ende 1999 erschienene Single I Wanna Fly floppte, nachdem die Öffentlichkeit mittlerweile das Interesse an Eurorap verloren hatte und sich stattdessen deutschsprachiger Hip-Hop-Musik zuwandte. Trotzdem nahm Nana noch zwei weitere Alben bei Booya Music auf, die aufgrund rechtlicher Probleme (die anderen beteiligten Produzenten und Künstler hatten das Label inzwischen verlassen) jedoch nicht mehr veröffentlicht wurden.
Anfang 2001 veröffentlichte Nana den deutschsprachigen Song Du wirst sehen, der von der internationalen Fangemeinde eher kritisch aufgenommen wurde. Auch diese Single wurde ein kommerzieller Flop, und die Arbeiten am geplanten zweisprachigen Album Global Playa wurden auf Drängen der Plattenfirma eingestellt.
Im Sommer 2004 konnte Nana schließlich auf seinem zwischenzeitlich gegründeten Label Darkman Records die CD All Doors In Flight No. 7 herausgeben. Das Album entstand in Zusammenarbeit mit Jan van der Toorn und Manuell und wurde zunächst ausschließlich im Versandhandel über Nanas Website vertrieben. Später wurde eine Veröffentlichung durch Sony BMG angekündigt, die jedoch aus unbekannten Gründen nicht erfolgte. 2005 war Nana auf einer Kompilation des Underground-DJs „Dj Desk“ auf dem „Essenz Finezt Pt. II Mixtape“ vertreten.
Beim dritten RTL Promiboxen siegte Nana gegen den Schauspieler Willi Herren. 2007 schrieb er Musik für einen Werbespot.
2008 erschien als neues Album 12 Y.O. das neue Tracks und Arrangements seiner größten Hits enthält. 2011 wirkte Nana als Gastrapper in dem Song Jesus Loves Me mit, welcher auf dem Album Liebe, Sex und Twilight Zone des deutschsprachigen Rappers Kaas zu hören ist.

## Diskografie

### Studioalben
| Jahr | Titel Musiklabel                          | Höchstplatzierung, Gesamtwochen, AuszeichnungChartplatzierungen (Jahr, Titel, Musiklabel, Platzierungen, Wochen, Auszeichnungen, Anmerkungen) | Höchstplatzierung, Gesamtwochen, AuszeichnungChartplatzierungen (Jahr, Titel, Musiklabel, Platzierungen, Wochen, Auszeichnungen, Anmerkungen) | Höchstplatzierung, Gesamtwochen, AuszeichnungChartplatzierungen (Jahr, Titel, Musiklabel, Platzierungen, Wochen, Auszeichnungen, Anmerkungen) | Anmerkungen                                            |
| Jahr | Titel Musiklabel                          | DE | AT | CH | Anmerkungen                                            |
| ---- | ----------------------------------------- | --- | --- | --- | ------------------------------------------------------ |
| 1997 | Nana Booya Music                          | DE4 Gold · (45 Wo.)DE | AT22 (16 Wo.)AT | CH6 Gold · (39 Wo.)CH | Erstveröffentlichung: 19. Mai 1997 Verkäufe: + 375.000 |
| 1998 | Father Booya Music                        | DE4 (16 Wo.)DE | AT17 (10 Wo.)AT | CH8 (13 Wo.)CH | Erstveröffentlichung: 18. Mai 1998 Verkäufe: + 50.000  |
| 2004 | All Doors in Flight No. 7 Darkman Records | — | — | — | Erstveröffentlichung: 26. Juli 2004                    |
| 2008 | 12 Y.O. Darkman Records                   | — | — | — | Erstveröffentlichung: 5. September 2008                |
| 2009 | Stand Up! Darkman Records                 | — | — | — | Erstveröffentlichung: 14. Dezember 2009                |
| 2017 | #BetweenLuciferAndGod 7 Zaysan Records    | — | — | — | Erstveröffentlichung: 8. Dezember 2017                 |

### Kompilationen
- 2004: The Black Rhapsody (nur in der Ukraine veröffentlicht)

### EPs
- 2020: Lockdown (mit Samuel G)

### Singles als Leadmusiker
| Jahr | Titel Album                   | Höchstplatzierung, Gesamtwochen, AuszeichnungChartplatzierungen (Jahr, Titel, Album, Platzierungen, Wochen, Auszeichnungen, Anmerkungen) | Höchstplatzierung, Gesamtwochen, AuszeichnungChartplatzierungen (Jahr, Titel, Album, Platzierungen, Wochen, Auszeichnungen, Anmerkungen) | Höchstplatzierung, Gesamtwochen, AuszeichnungChartplatzierungen (Jahr, Titel, Album, Platzierungen, Wochen, Auszeichnungen, Anmerkungen) | Anmerkungen                                                                                         |
| Jahr | Titel Album                   | DE | AT | CH | Anmerkungen                                                                                         |
| ---- | ----------------------------- | --- | --- | --- | --------------------------------------------------------------------------------------------------- |
| 1996 | Darkman Nana                  | DE9 (17 Wo.)DE | — | CH20 (11 Wo.)CH | Erstveröffentlichung: 6. Dezember 1996                                                              |
| 1997 | Lonely Nana                   | DE1 Platin · (20 Wo.)DE | AT2 (12 Wo.)AT | CH1 (18 Wo.)CH | Erstveröffentlichung: 7. April 1997 Verkäufe: + 500.000                                             |
| 1997 | Let It Rain Nana              | DE12 (11 Wo.)DE | AT22 (10 Wo.)AT | CH48 (2 Wo.)CH | Erstveröffentlichung: 7. Juli 1997                                                                  |
| 1997 | He’s Comin’ Nana              | DE4 Gold · (17 Wo.)DE | AT14 (12 Wo.)AT | CH11 (13 Wo.)CH | Erstveröffentlichung: 1. September 1997 Verkäufe: + 250.000; feat. Necatin, Alex Prince, Ski & T.C. |
| 1997 | Too Much Heaven Father        | DE2 Gold · (16 Wo.)DE | AT6 (12 Wo.)AT | CH7 (12 Wo.)CH | Erstveröffentlichung: 1. Dezember 1997 Verkäufe: + 250.000 Original: Bee Gees                       |
| 1998 | Remember the Time Father      | DE6 Gold · (13 Wo.)DE | AT10 (12 Wo.)AT | CH10 (11 Wo.)CH | Erstveröffentlichung: 6. April 1998 Verkäufe: + 250.000                                             |
| 1998 | Dreams Father                 | DE18 (9 Wo.)DE | — | — | Erstveröffentlichung: 17. August 1998                                                               |
| 1999 | I Wanna Fly (Like an Eagle) – | DE84 (1 Wo.)DE | — | — | Erstveröffentlichung: 15. November 1999                                                             |

Weitere Singles
- 1998: Father
- 2000: Du wirst sehen
- 2004: Butterfly / Ride With Me
- 2008: My Get Away
- 2017: Go Away (feat. Manuellsen & Vessy)

### Singles als Gastmusiker
| Jahr | Titel Album        | Höchstplatzierung, Gesamtwochen, AuszeichnungChartsChartplatzierungen (Jahr, Titel, Album, Platzierungen, Wochen, Auszeichnungen, Anmerkungen) | Anmerkungen                                                                                    |
| Jahr | Titel Album        | DE | Anmerkungen                                                                                    |
| ---- | ------------------ | --- | ---------------------------------------------------------------------------------------------- |
| 1997 | Bible In My Hand – | DE54 (4 Wo.)DE | Erstveröffentlichung: 1997 U.B.F. feat. Nana, Pappa Bear, Cottura, Alex & Aleks, van der Toorn |

Weitere Gastbeiträge
- 1998: D.I.S.C.O. (Pappa Bear feat. Nana)
- 1998: Shepherd In The Storm (U.B.F. feat. Nana, Pappa Bear, Toni Cottura, Alex & Aleks, van der Toorn)
- 2001: Show Me The Money (Architechs feat. Nana)
- 2006: Geh Mit Dem Beat (Ramsi Aliani feat. Manuell & Nana)
- 2011: Jesus Loves Me (Kaas feat. Nana)
- 2013: Fly With Me (Houseshaker feat. Alexandra Prince & Nana)
- 2014: Cotton Cand (Dess feat. Nana & Pappa Bear)

## Auszeichnungen für Musikverkäufe
| Goldene Schallplatte - Polen - 1999: für das Album Father Platin-Schallplatte - Polen - 1998: für das Album Nana |

Anmerkung: Auszeichnungen in Ländern aus den Charttabellen bzw. Chartboxen sind in ebendiesen zu finden.
| Land/RegionAuszeichnungen für Musikverkäufe (Land/Region, Auszeichnungen, Verkäufe, Quellen) | Gold     | Platin     | Verkäufe  | Quellen           |
| -------------------------------------------------------------------------------------------- | -------- | ---------- | --------- | ----------------- |
| Deutschland (BVMI)                                                                           | 4× Gold4 | Platin1    | 1.500.000 | musikindustrie.de |
| Polen (ZPAV)                                                                                 | Gold1    | Platin1    | 150.000   | olis.pl           |
| Schweiz (IFPI)                                                                               | Gold1    | —          | 25.000    | hitparade.ch      |
| Insgesamt                                                                                    | 6× Gold6 | 2× Platin2 |           |                   |

## Künstlerauszeichnungen
- 1997: Comet als bester nationaler Newcomer
- 1998: RSH-Gold[8]
- 1998: Echo als erfolgreichster nationaler Newcomer
- 1998: Echo als erfolgreichster nationaler Künstler
- 1998: Comet als bester nationaler Act

## Filmografie
- 1995: Ein Fall für zwei (Fernsehserie, eine Folge)
- 1999: Zugriff (Fernsehserie, eine Folge)
- 2000: Fernes Land Pa-isch (Regie: Rainer Simon); Nebenrolle als Le Pain